# Iffezheim
Iffezheim là một thị xã thuộc huyện Rastatt bang Baden-Württemberg, Đức. Nơi đây nằm gần sông Rhine.